# 87e cérémonie des New York Film Critics Circle Awards
La 87e cérémonie des New York Film Critics Circle Awards (NYFCC Awards), décernés par le New York Film Critics Circle, a eu lieu le 3 décembre 2021 et a récompensé les films sortis dans l'année 2021.

## Palmarès
- Meilleur film : Drive My Car
- Meilleur réalisateur : Jane Campion – The Power of the Dog
- Meilleur acteur : Benedict Cumberbatch – The Power of the Dog
- Meilleure actrice : Lady Gaga – House of Gucci
- Meilleure actrice dans un second rôle : Kathryn Hunter – The Tragedy of Macbeth
- Meilleur acteur dans un second rôle : Kodi Smit-McPhee – The Power of the Dog
- Meilleur scénario : Paul Thomas Anderson – Licorice Pizza
- Meilleur film d'animation : Les Mitchell contre les machines
- Meilleure photographie : Janusz Kamiński – West Side Story
- Meilleur film non-fiction : Flee
- Meilleur film en langue étrangère : Julie (en 12 chapitres) (Norvège)
- Meilleur premier film : The Lost Daughter